# Henry Dreyfuss

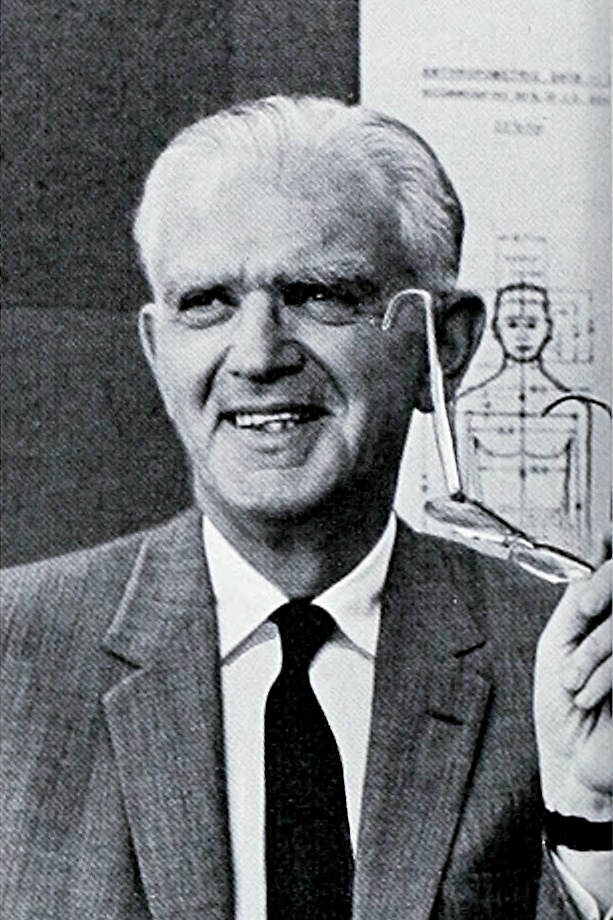
Henry Dreyfuss

Henry Dreyfuss (1904 - 1972) was een belangrijk vormgever uit de Verenigde Staten.
Dreyfuss stamt uit een New Yorkse familie die handelde in theaterbenodigdheden. In het begin van de jaren 1920 leidde Norman Bel Geddes hem op tot theatervormgever. Zo maakte Dreyfuss tussen 1924 en 1928 ongeveer 250 decors voor verschillende theaters. In 1929 opende hij zijn eigen bureau voor theater- en industriële vormgeving. Dreyfuss wilde met zijn ontwerpen het leven van de gewone burger verbeteren. Bij het ontwerpen van machines hield hij sterk rekening met de eigenschappen van de mens die met deze productiemiddelen moest werken. Hij was van mening dat deze machines zo het meest efficiënt zouden zijn. Hijzelf was tegen het het gebruik van streamlining louter als vormmiddel, en net zoals bij Loewy, Bel Geddes en Teague restylede hij producten met als doel de consumptie hiervan te laten toenemen. 
Henry Dreyfuss maakte ontwerpen voor grote Amerikaanse bedrijven zoals AT&T, American Airlines, Polaroid en Hoover. De toestellen die hij voor Bell Telephone ontwierp werden net als andere door hem ontworpen gebruiksvoorwerpen dagelijks door miljoenen gewone Amerikaanse burgers gebruikt. Kort voor 1940 ontwierp hij twee treinen voor New York Central Railroad, waaronder de beroemde 20th Century Limited (1938). Voor de New York World's Fair (1939) maakte hij een model voor de stad van morgen voor General Electric. Een aantal van zijn ontwerpen zijn voorzien van een afbeelding van zijn handtekening, een vroeg voorbeeld van designer labeling.
Dreyfuss is auteur van de invloedrijke boeken Designing for People (1955) en The Measure of Man (1960), waarin zijn ideeën over antropometrie en ergonomie worden uiteenzet. Het door hem opgerichte adviesbureau voor industriële vormgeving bestaat nog steeds.
In 1972 pleegden Dreyfuss en zijn vrouw zelfmoord. Zijn vrouw was terminaal ziek.
- Bibsys: 97052980
- Bibliothèque nationale de France: cb15066289p (data)
- CiNii: DA04342800
- Gemeinsame Normdatei: 119481812
- International Standard Name Identifier: 0000 0001 1487 4954
- KulturNav: f8016574-13ee-4ef6-a849-c0310b296bca
- Library of Congress Control Number: n83166125
- Bibliotheek van het Japanse parlement: 00521286
- Nationale Bibliotheek van Tsjechië: xx0030610
- Nationale Bibliotheek van Israël: 987007367566905171
- Nederlandse Thesaurus van Auteursnamen: 074131532
- LIBRIS: 341428
- SNAC: w6nz8zj5
- Système universitaire de documentation: 075528231
- Union List of Artist Names: 500059346
- Virtual International Authority File: 8198939
- WorldCat: E39PBJfmjHwWDCb34YXpRQQrMP